# Hein Burgers

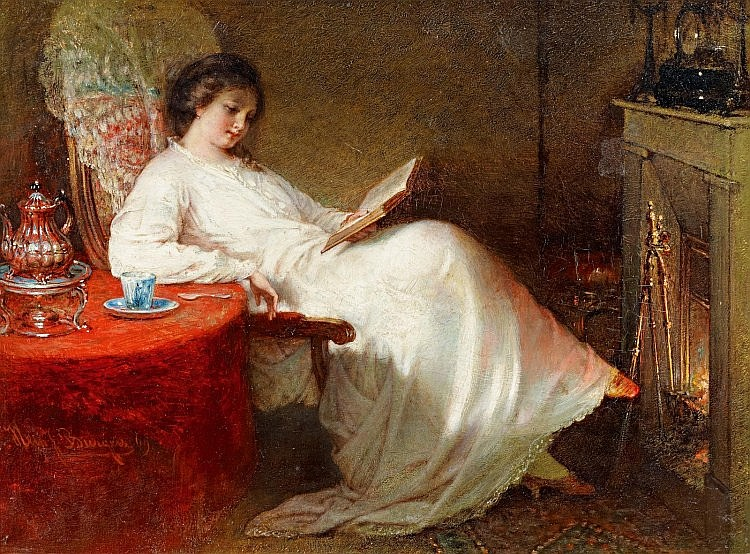
Lesende am Kamin

Hendricus Jacobus „Hein“ Burgers (* 9. Januar 1834 in Huissen; † 11. Oktober 1899 in Paris) war ein niederländischer Genre- und Landschaftsmaler.

## Leben
Burgers studierte an der Koninklijke Akademie van Beeldende Kunsten (Amsterdam) und an der Academie voor Beeldende Kunsten en Technische Wetenschappen (Rotterdam) bis 1864. Seine Hauptlehrer waren Louis Royer und Jozef Israëls.
Burgers war anfangs in den Niederlanden tätig, aber nach der Heirat mit der zuvor geschiedenen Wilhelmina Fleischhacker ließ er sich in Paris nieder.
Er lieferte seine Werke an den Kunsthandel Goupil & Cie. Nach einer Pause von mehr als zwei Jahren (1870–1873) während des Deutsch-Französischen Krieges, die Burgers wieder in den Niederlanden verbrachte, ließ er sich endgültig in Frankreich nieder. Er war stellvertretender Vorsitzender der Jury für die Gravurabteilung der Weltausstellung Paris 1878.  Für seine Verdienste wurde er zum Ritter der Ehrenlegion ernannt. Im folgenden Jahr erhielt er eine weitere Auszeichnung: die des Ritters des Hausordens von Ernst von Sachsen-Altenburg.
1879 starb Burgers Frau Wilhelmina. Der Maler unternahm Reisen in die Normandie und nach Venedig.
Er wurde 1888 in Frankreich eingebürgert. Er wurde zum Kunstlehrer am Pariser Institut für Gehörlose und an der höheren normalen Schule für Mädchen in Fontenay-aux-Roses, einem Vorort von Paris, ernannt.
1894 heiratete Burgers zum zweiten Mal, diesmal mit der jungen belgischen Witwe Colette Heyman, die als Kostümnäherin an der Pariser Oper arbeitete. Das Paar unternahm eine jährliche Urlaubsreise nach Venedig.